# Château de la Léotardie
Le château de la Léotardie se trouve à Nonac en Charente, en France.

## Localisation
Le château de la Léotardie est situé 1 km à l'est du bourg de Nonac et à une trentaine de kilomètres au sud d'Angoulême.

## Historique
Le château de la Léotardie a été initialement construit par Hélie Léotard, archidiacre de Bourges, conseiller d'Hugues le Brun, comte d'Angoulême, et de son épouse Isabelle, au XIIIe siècle. Il lui a donné son nom.
Ce logis était mi-maison de campagne, mi-monastère. Il fut reconstruit au XIVe siècle puis rénové au XVe siècle.
Sous Louis XI, au XVe siècle, Pierre et Jean de Caillon (ou de Cailhon,) en sont les seigneurs. Sous Henri IV, Marie de Cancaret (ou de Camerel) est dame de la Léotardie. La tour du grand escalier date de cette époque. Durant les guerres de Religion, au XVIe siècle, le chevalier de Nonac, seigneur de la Léotardie, fut un fanatique catholique et pillait les environs.
Puis, par mariages successifs, la Léotardie fut la propriété des familles Tournemine (ou Tournemire,) (jusqu'en 1615), de La Porte, Cadiot de Saint-Paul (1700). Le château fut remanié par ces derniers, au XVIIIe siècle.
Il a été inscrit monument historique en 1944.

## Architecture
Le château de la Léotardie fut un ensemble fermé et fortifié autour d'une cour, dont il ne reste que trois côtés de ce vaste rectangle.
L'entrée principale se fait par une tour-porche du XIVe siècle aux maçonneries puissantes mais aux systèmes défensifs réduits. Sa présence induit l'existence d'un mur oriental qui aurait fermé le dernier côté de la cour, aujourd'hui largement ouverte au sud-est. Un autre passage voûté à l'ouest se termine par une seconde porte dans un mur surmonté d'une bretèche.
Le corps de logis du XVe siècle, aux étages accessibles par un escalier à vis dans une tourelle octogonale sur contrefort, comprend un pavillon du XVe siècle à fenêtres à meneaux et le logis possède deux tourelles d'angle carrées comme l'aile en retour. La galerie Renaissance est d'âge indéterminé car elle aurait pu être construite par réemploi des éléments d'un cloître,. Ce bâtiment principal fut réaménagé au XVIIIe siècle, dont il conserve quelques cheminées.
En équerre au sud se trouvent les restes de la grande salle du XIIIe siècle, qui comporte à l'étage un oratoire qui conserve encore son petit retable du XVIIe siècle.
Une grange médiévale à triple nef est située à une centaine de mètres des autres bâtiments.
Le château comporte une salle voûtée au rez-de-chaussée, une porte ogivale, un corps de garde et un chemin de ronde, quelques portes cintrées (XIIIe siècle), bastions flanqués de pavillons, porte surmontée de mâchicoulis (XVe siècle), galerie conduisant à la chapelle, pavillons à toits aigus avec sculptures aux croisées (XVIe siècle). La façade principale fait 43 mètres de long.